# Pietro Magri (presbitero)

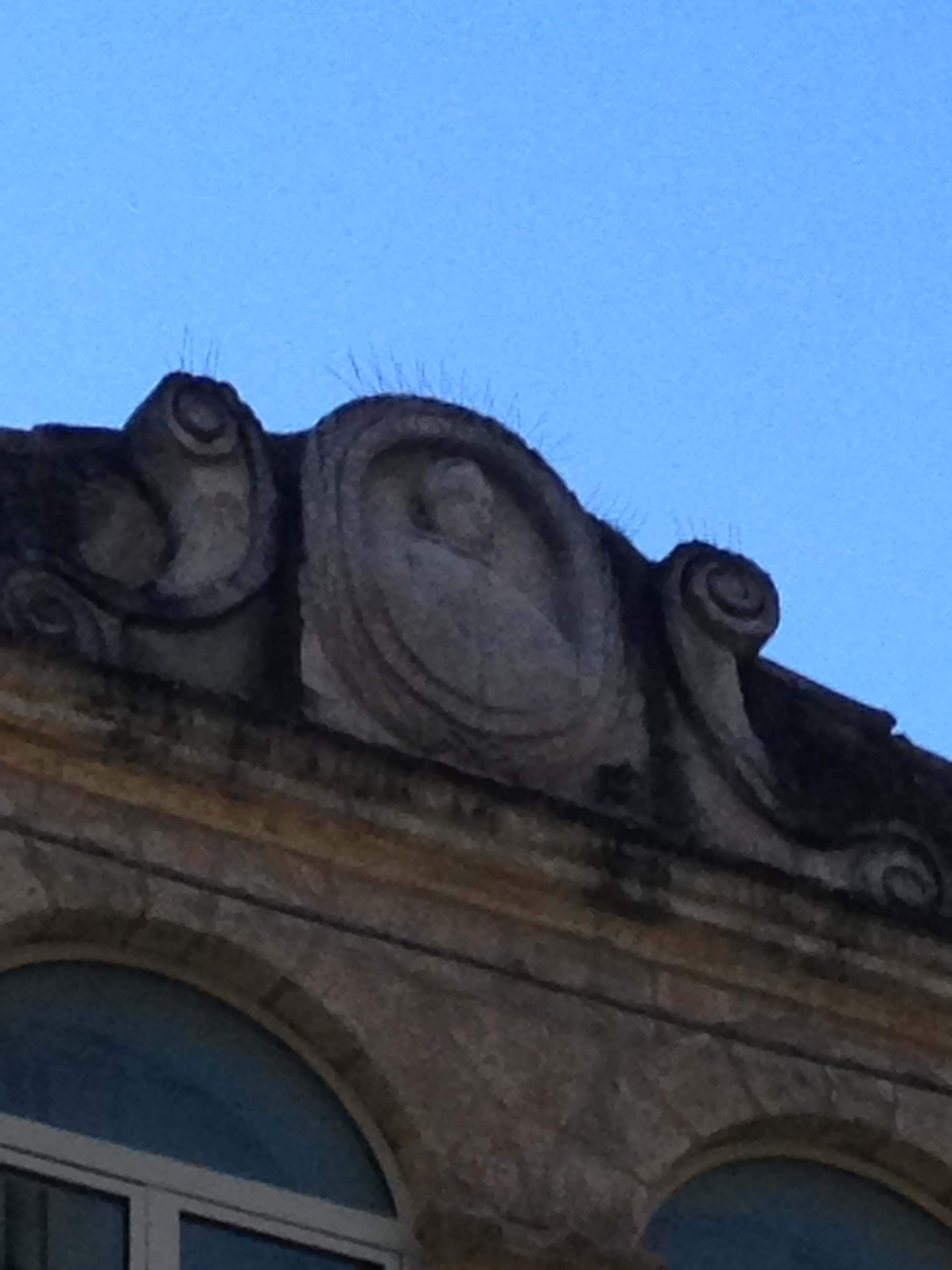
Bassorilievo raffigurante Pietro Magri - Palazzo vescovile di Altamura, nonché ex-sede dell'Università degli Studi di Altamura (1747-1812)

Pietro Magri (Palermo, 1622 – Altamura, 3 agosto 1688) è stato un presbitero italiano.

## Biografia
Pietro Magri nacque a Palermo nel 1622. Secondo quanto raccontato da Giovan Battista Pacichelli, Pietro Magri fu l'educatore dei figli del duca di Medina de las Torres Ramiro Felipe Núñez de Guzmán. Ricevette la nomina come arciprete della cattedrale di Altamura nel 1662, ma prese possesso dell'arcipretura solo il 29 giugno 1664.
Nella città di Altamura Pietro Magri commissionò l'ampliamento del palazzo vescovile, divenuto poi sede dell'Università degli Studi di Altamura; nella parte alta dello stesso palazzo è visibile un bassorilievo che lo raffigura. Fu fautore di altre costruzioni e ampliamenti di edifici religiosi, tra i quali la stessa cattedrale di Altamura con una cappella intitolata a Santa Rosalia.

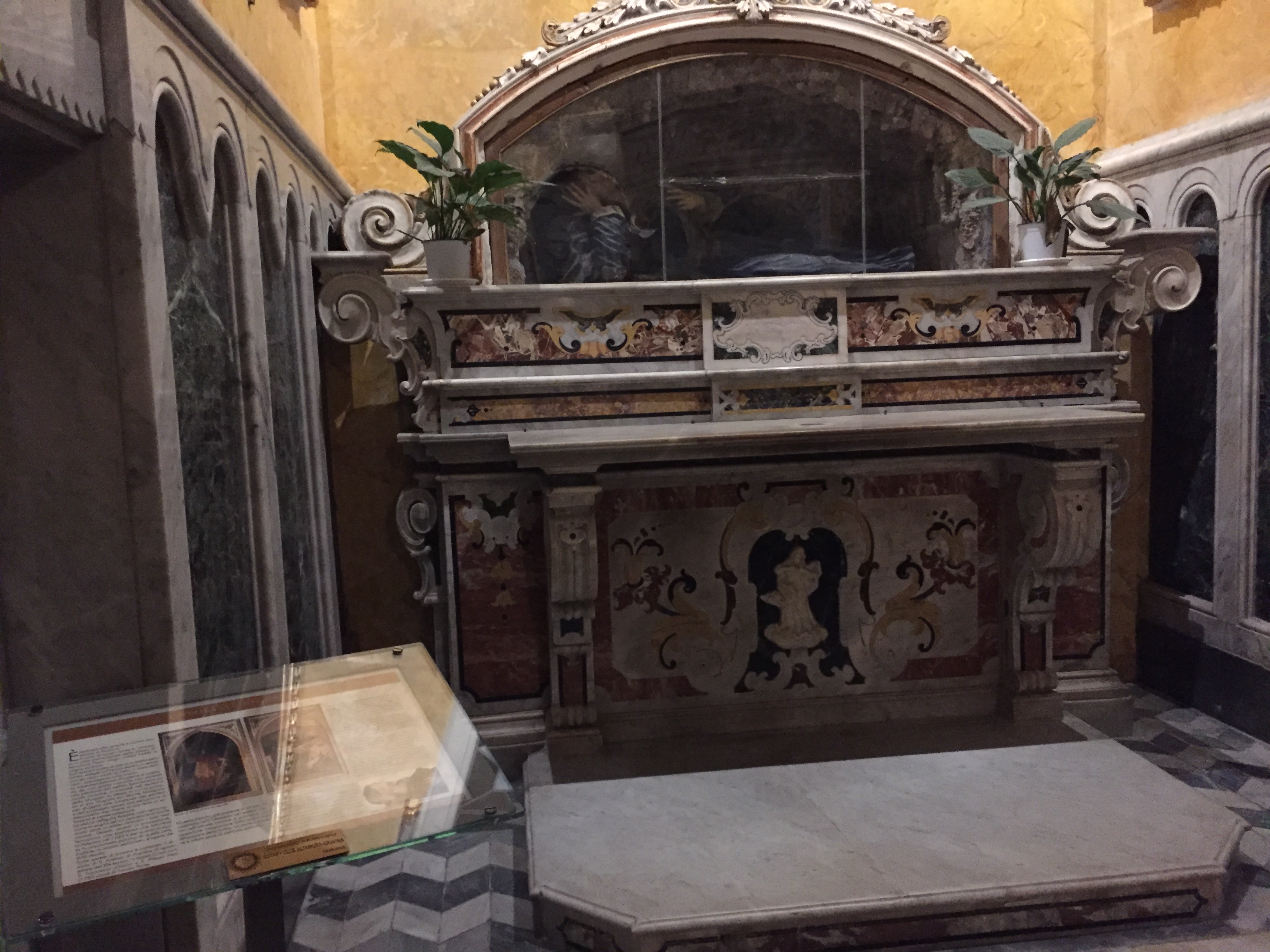
La cappella di Santa Rosalia, all'interno della cattedrale di Altamura.

Abbandonò Altamura il 13 febbraio 1679, allorché fu chiamato dal sovrano a Madrid; non lasciò, tuttavia, l'arcipretura di Altamura, conferendo le funzioni al suo vicario. Ritornò ad Altamura, dove si spense il 3 agosto 1688 e la sua morte fu registrata nel registro dei morti della cattedrale di Altamura.

## Opere
- Pietro Magri, Relazione sulla città e chiesa di Altamura, in Francesco Maria Ponzetti (a cura di), «Altamura», rivista storica – Bollettino dell'A.B.M.C., n. 3-4, gennaio-luglio 1955  [1667].[2][4][3][5]